# Ângulo de Cobb

Medição do ângulo Cobb de uma levoscoliose.

O ângulo de Cobb foi originalmente usado para medir a deformidade do plano frontal nas radiografias dos planos cranial e caudal na classificação de escoliose. Mais tarde, foi adaptado para classificar a deformidade do plano sagital, especialmente na fixação de fraturas traumáticas toracolombares da coluna vertebral. No contexto dos traumatismos na coluna e da avaliação da deformidade do plano sagital, o ângulo de Cobb é definido como o ângulo formado entre uma linha traçada em paralelo ao final da placa terminal superior duma vértebra acima da fratura e uma linha paralela à placa inferior duma vértebra um nível abaixo da fratura.
O ângulo de Cobb é o método preferido para medir cifose pós-traumática.
| Gravidade da escoliose | Ângulo de Cobb |
| ---------------------- | -------------- |
| Suave                  | 10 - 30°       |
| Moderado               | 30 - 45°       |
| Severo                 | >45°           |

Aqueles com um ângulo de Cobb superior a 60° geralmente apresentam problemas de respiração.